# Ernst Rauchwarter
Ernst Rauchwarter (* 8. September 1940 in Sigleß) ist ein ehemaliger österreichischer Politiker (ÖVP) und Landesbeamter. Rauchwarter war von 1972 bis 1982 Abgeordneter zum Burgenländischen Landtag.
Rauchwarter wurde als Sohn des Zimmermann Ernst Rauchwarter aus Sigleß geboren. Er besuchte die Volksschule in Sigleß und wechselte danach an das Bundesgymnasium und Bundesrealgymnasium Mattersburg, an dem er 1959 maturierte. Danach studierte er Kulturtechnik und Wasserwirtschaft an der Hochschule für Bodenkultur und schloss sein Studium 1965 mit dem akademischen Grad Dipl.-Ing. ab. Im Jahre 1965 wurde Rauchwarter zum Dr. nat. techn. promoviert, daneben war er ab 1965 als Bauleiter im Straßen- und Brückenbau sowie in der Bauverarbeitungsindustrie und im Bauhandel tätig. Er trat 1967 als Landesbeamter in den Dienst der Burgenländischen Landesregierung, Abteilung Wasserbau ein und war zudem Druckereibesitzer der Commerz-Druck.
Politisch war Rauchwarter ab 1971 als Ortsparteiobmann der ÖVP Sigleß aktiv. Zudem war er Obmann des örtlichen Wirtschaftsbundes und Gemeinderat in Sigleß. Er stand zwischen 1974 und 1981 als Vorsitzender des Vorstandes der „Wohnbau-Ost Gemeinnützige Baugenossenschaft (WBO)“ vor und vertrat die ÖVP zwischen dem 3. November 1972 und dem 29. Oktober 1982 im Burgenländischen Landtag. 
Auf Grund seiner Tätigkeit in der WBO wurde gegen Rauchwarter am 17. November 1981 Anzeige und Strafverfolgung nach § 153 StGB eingeleitet. Rauchwarter hatte Gelder der WBO missbräuchlich verwendet und mit dem Geld der WBO einige Firmen gegründet. Im sogenannten WBO-Skandal wurden in der Folge insgesamt mehrere Personen rechtskräftig verurteilt. Rauchwarter wurde am 7. Dezember 1981 aus der ÖVP ausgeschlossen und verbrachte sechs Jahre in Haft. Er lebt heute in Wien.